# 第62国民掷弹兵师
第62国民掷弹兵师（62nd Volksgrenadier Division）是納粹德國陸軍在第二次世界大战期间组建的一支國民擲彈兵师单位。1944年11月，第62国民掷弹兵师成立。该师曾在法国和阿登地区作战，最后在魯爾包圍戰袋中被包围，最終于1945年4月被消滅。